# واهان تر-سارگسیان
واهان تر-سارگسیان (ارمنی: Վահան Տեր-Սարգսյան؛ زادهٔ ۱۸۳۹ - درگذشته ۱۸۹۸) یک سیاستمدار اهل ارمنستان که از تاریخ اکتبر ۱۸۹۶ تا تاریخ نوامبر ۱۸۹۸ سمت شهردار ایروان را برعهده داشت.

## زندگی‌نامه
در ۱۸۳۹ در ایروان به دنیا آمد . وی در ۱۸۹۸ در سن ۵۹ سالگی در ایروان درگذشت.

## یادداشت
1. ↑  Երևանի քաղաքագլուխ